# Municipio de Howell (Misuri)
El municipio de Howell (en inglés: Howell Township) es un municipio ubicado en el condado de Howell en el estado estadounidense de Misuri. En el año 2010 tenía una población de 19681 habitantes y una densidad poblacional de 40,65 personas por km².

## Geografía
El municipio de Howell se encuentra ubicado en las coordenadas 36°42′29″N 91°48′44″O / 36.70806, -91.81222. Según la Oficina del Censo de los Estados Unidos, el municipio tiene una superficie total de 484.17 km², de la cual 483 km² corresponden a tierra firme y (0.24%) 1.18 km² es agua.

## Demografía
Según el censo de 2010, había 19681 personas residiendo en el municipio de Howell. La densidad de población era de 40,65 hab./km². De los 19681 habitantes, el municipio de Howell estaba compuesto por el 95.79% blancos, el 0.57% eran afroamericanos, el 0.58% eran amerindios, el 0.61% eran asiáticos, el 0.06% eran isleños del Pacífico, el 0.7% eran de otras razas y el 1.69% pertenecían a dos o más razas. Del total de la población el 1.97% eran hispanos o latinos de cualquier raza.